# Ajuntament de Girona
La seu central de l'Ajuntament de Girona es troba en un edifici del municipi de Girona que forma part de l'Inventari del Patrimoni Arquitectònic de Catalunya.

## Descripció
L'edifici es desenvolupa al voltant d'un pati interior on hi ha accés als pisos. La façana de la plaça presenta tres portalades que donen accés a un espai obert o vestíbul amb un ample arc rebaixat. Sembla que segons J. Marquès aquest cos hauria estat construït el 1556. Al primer pis hi ha una ampla balconada moderna, sense valor arquitectònic, i al segon nivell balcons més simples, repetits en el tercer. Al pati hi ha una porta dovellada amb guardapols i una cara cisellada amb l'escut de la ciutat a sota. Conté la sala de sessions reformada el 1917. L'escala d'accés als pisos és de 1901. El despatx de l'alcaldia fou restaurat el 1904.

## Història
L'edifici és un conjunt de construccions dispars, d'èpoques i d'estils diferents. A principis s. XX s'enderrocà la façana per construir-hi l'actual de caràcter eclèctic, a la qual s'hi afegí el balcó monumental. En aquest edifici anteriorment hi havia hagut la taula de canvi de la ciutat (s. XVI). El 1830 s'instal·laren al pati les mesures oficials dels grans, que eren a l'Argenteria des de 1623.